# Elize van Vilsteren
Elize van Vilsteren (Waskemeer, 22 april 2005) is een voetbalspeelster uit Nederland. Ze speelt als verdediger voor sc Heerenveen.

## Carrière
Van Vilsteren begon haar carrière bij VV Waskemeer. Voor de amateurclub uit haar geboortedorp kwam van Vilsteren uit tot 2017. In dat jaar stapte ze over naar Drachtster Boys In 2019 maakte Van Vilsteren de overstap naar sc Heerenveen.
Op 11 maart 2022 maakte Van Vilsteren haar debuut voor sc Heerenveen in de Vrouwen Eredivisie in een met 3-2 verloren uitwedstrijd tegen VV Alkmaar. Van Vilsteren mocht in deze wedstrijd in de 46ste minuut invallen voor Dana Philippo.
Op 3 juli 2023 tekende Van Vilsteren een nieuwe verbintenis bij sc Heerenveen die haar tot medio 2024 aan de club verbindt. Deze verbintenis verlengde Van Vilsteren op 7 juni 2024 nogmaals met een jaar.
Van Vilsteren tekende op 20 augustus 2025 haar eerste profcontract bij sc Heerenveen.

## Statistieken
| Seizoen | Club          | Competitie         | Competitie | Competitie | Beker | Beker | Overig | Overig | Totaal | Totaal |
| Seizoen | Club          | Competitie         | Wed.       | Dlp.       | Wed.  | Dlp.  | Wed.   | Dlp.   | Wed.   | Dlp.   |
| ------- | ------------- | ------------------ | ---------- | ---------- | ----- | ----- | ------ | ------ | ------ | ------ |
| 2021/22 | sc Heerenveen | Vrouwen Eredivisie | 5          | 0          | 1     | 0     | 0      | 0      | 6      | 0      |
| 2022/23 | sc Heerenveen | Vrouwen Eredivisie | 11         | 0          | 0     | 0     | 0      | 0      | 11     | 0      |
| 2023/24 | sc Heerenveen | Vrouwen Eredivisie | 22         | 0          | 2     | 0     | 0      | 0      | 24     | 0      |
| 2024/25 | sc Heerenveen | Vrouwen Eredivisie | 21         | 0          | 0     | 0     | 0      | 0      | 21     | 0      |
| 2025/26 | sc Heerenveen | Vrouwen Eredivisie | 0          | 0          | 0     | 0     | 0      | 0      | 0      | 0      |
| Totaal  | Totaal        | Totaal             | 59         | 0          | 3     | 0     | 0      | 0      | 62     | 0      |

Laatste update: 20 augustus 2025